# Авдарма (река)
Авдарма (рум. Avdarma, гаг. Avdarma) — река в Молдавии, протекающая в границах Бессарабского района, Комратского и Чадыр-Лунгского районов АТО Гагаузия, правый приток реки Лунга (бассейн Дуная). Является притоком третьего порядка.

## Название
Гидроним имеет ногайское происхождение и связан с физико-географическими особенностями местности долины Авдарма, по которой протекает река. Происходит от слова «авдар» (в переводе — «перевёртывать» и добавлением окончания -ма, образующим от глагольной основы имя существительное со значением предметности). Альтернативной версией происхождения названия Авдарма является перевод слов «ав» — охота и «дарма» — двор, забор, что значит «охотничья стоянка».

## Описание
Река Авдарма берёт своё начало в 3,0 км юго-восточнее села Башкалия, из дождевого источника на высоте 185,91 м, откуда формирует своё русло и следует по направлению с севера на юг до города Чадыр-Лунга, где впадает в реку Лунга на высоте 49,57 м.
В верхнем течении долина реки широкая, расширяющаяся и неглубокая, имеет форму полукруга с плавными спусками. В среднем и нижнем течении долина приобретает выраженную трапециевидную форму, хорошо выражена. Ширина между подошвой склонов от 70 до 250 м, между краями — от 1,8 до 1,1 км. Оба склона используются для выращивания сельскохозяйственных культур. Русло реки от истока до села Авдарма естественное, в среднем и нижнем течении зарегулировано путём его спрямления и углубления. Средняя глубина реки — 0,05 м, дно песчано-илистое. Ширина русла от 0,6 до 9,3 м, в пойменной части — 16,4 м. Берега с глиняным субстратом, высотой 2,0 м, покрытые травой. Течение реки ленивое, скорость 0,25 м/с.
Постоянным источником питания реки считается родник, находящийся в 2,7 км от дождевого источника вниз по течению и в 1,5 км севернее села Авдарма на высоте 153,46 м. Географические координаты: 46°16’24,95" с. ш. и 28°49’53,07" в. д.

## Морфометрические и морфографические характеристики
- длина основного русла 23,9 км[1];
- длина бассейна 24,5 км[1];
- площадь бассейна 62,1 км²[1];
- падение 136,3 м, средний уклон составляет 5,7 м/км (0,0057 %)[1];
- извилистость реки 1,039[1];
- плотность гидрографической сети 0,62 км/км²[1];
- доля озёр 1,339 %[1];
- доля лесов 0,199 %[1].

## Устье реки
Впадает в реку Лунга. Место слияния расположено на северо-восточной окраине города Чадыр-Лунга, на высоте 49,57 м. Географические координаты: 46°5’22,35" с. ш. и 28°50’40,04" в. д.

## Экологическое состояние реки
Основное антропогенное воздействие на экологическое состояние реки Авдарма оказывает село Авдама по причине отсутствия действующих очистных сооружений.
К природным факторам воздействия на качественные параметры реки Авдарма относятся интенсивные ливневые осадки, в результате которых интенсификуются процессы смыва с поверхности водосборов твёрдых частиц, химических веществ, используемых в сельском хозяйстве, бытового мусора и др..